# Línguas crioulas burbonesas
As línguas crioulas burbonesas constituem um grupo de línguas crioulas baseadas no francês faladas no oeste do oceano Índico. A estreita relação entre as línguas é uma consequência dos contextos históricos e culturais semelhantes das ilhas. O nome é derivado do antigo nome da ilha da Reunião, que era chamada de ilha Bourbon, antes de 1793. Outro nome é crioulo das Ilhas Mascarenhas, derivado do principal grupo de ilhas, onde se falam estas línguas.

## Crioulos pertencentes a este grupo
Há seis línguas nesse grupo:
- Crioulo de Agalega
- Crioulo chagossiano
- Crioulo de Maurício
- Crioulo de Reunião
- Crioulo de Rodrigues
- Crioulo de Seicheles

## História e características
O proto-crioulo dessa região foi formado pelo contato entre os colonos brancos  da França com os malgaxes e escravos dos colonos malgaxes,  (africanos e indígenas).
A colonização francesa das ilhas do oceano Índico começou em Fort Dauphin,  ao sul de Madagascar, em 1642, e chegou à Reunião, povoada a partir de 1665. Essa língua crioula chegou  primeiro em Maurício e então essas duas bases essenciais alcançaram às ilhas Rodrigues e Seicheles.
Dada a natureza insular desses territórios, esses crioulos são diferenciados. Por outro lado, as mudanças na administração das ilhas (Maurício, Seicheles e Rodrigues ficou sob a coroa britânica em 1810) e as influências devidas a migrações de diversas origens, acentuaram estas diferenças, de modo que se tornou difícil para uma população entender a outra perfeitamente.
A relação tipológica e filogenética do crioulo burbonês (língua crioula das Ilhas Mascarenhas) com os crioulos franceses do continente americano tem sido objeto de estudos que vão no sentido de unidade de fenômenos, mas que são contraditórios quanto a suas origens em comum.